# 어느 모델의 사랑
"어느 모델의 사랑"은 1990년에 개봉한 대한민국의 영화이다.

## 캐스팅
- 김주승 : 준섭 역
- 이윤희 : 다영 역
- 한영수
- 박미향
- 김성원
- 김지영
- 오경아
- 이해룡
- 오희찬
- 조주미
- 최재호
- 서평석
- 장정국
- 김경란
- 정영국
- 장지연
- 서지영
- 김현주
- 김선희
- 장진경
- 방희연
- 이혜련
- 정지숙